# Согунти
Согунти (рос. Согунты) — село у Ножай-Юртовському районі Чечні Російської Федерації.
Населення становить 498 осіб. Входить до складу муніципального утворення Мескетинське сільське поселення.

## Історія
Згідно із законом від 20 лютого 2009 року органом місцевого самоврядування є Мескетинське сільське поселення.

## Населення
| 1990 | 2002 | 2010 |
| ---- | ---- | ---- |
| 560  | ↘476 | ↗498 |